# Batracomorphus mosselensis
Batracomorphus mosselensis är en insektsart som beskrevs av Quartau 1981. Batracomorphus mosselensis ingår i släktet Batracomorphus och familjen dvärgstritar. Inga underarter finns listade i Catalogue of Life.